# Ангольская генета
Ангольская генета (лат. Genetta angolensis) — вид хищных животных из семейства виверровых (Viverridae).

## Ареал
Вид распространён в Анголе, Демократической Республике Конго, Малави, Мозамбике, Танзании, Замбии. Живёт в открытых миомбовых (Brachystegia) лесах, перемежающихся с саваннами, в основном в районах с относительно большим количеством сезонных осадков. Угрозы не известны. Известно, что вид присутствуют на нескольких охраняемых территориях.

## Внешний вид
Имеет длинное, стройное тело с относительно короткими ногами и длинным хвостом. Имеет большие глаза и тупые, треугольные уши среднего размера. Передние и задние ноги имеют пять пальцев с короткими, острыми когтями, которые изогнуты и наполовину убираются. Подошвы ног опушенные между пальцами и подушечками. Самцы могут быть немного больше и тяжелее, чем самки. Волосяной покров имеет тёмно-серый или тёмно-красно-серый фон с чёрными или коричнево-чёрными пятнами. На шее и спине круглые или вытянутые от тёмно-коричневых до чёрных пятна образуют пять продольных рядов по обе стороны от тёмного спинного гребня. Спинной гребень относительно длинный (до 6 см) и эректильный. Верхние два ряда пятен могут сливаться. Отдельные пятна есть на проксимальной части каждой из конечностей. Нижняя сторона тела бледно-серая и без пятен. Морда тёмно-серая. Очень тёмные или особи-меланисты не являются редкостью.

## Образ жизни
Ведёт ночной образ жизни, отдыхая днём в убежищах среди скал, деревьев или в подземных норах. Вероятно, ведёт в значительной степени древесный образ жизни. Обоняние замечательное, особенно хорошо развито зрение, воспринимающее движение в условиях низкой освещённости. Питаются широким спектром мелких позвоночных и беспозвоночных. Могут также поедать фрукты и падаль.
Участок одного самца перекрывается с несколькими участками самок. В год 1-2 репродуктивных цикла в зависимости от широты. Самцы и самки, вероятно, образуют пару только для размножения. 1-4 детёныша рождаются беспомощными и слепыми в норе или полости дерева после периода беременности 70-77 дней.